# Ébren álmodó
Az Ébren álmodó (eredeti címe: Passion of Mind) 2000-ben bemutatott amerikai filmdráma, amelyet Alain Berliner rendezett. Ez volt Berliner első angol nyelvű filmrendezése. A főszerepben Demi Moore és Stellan Skarsgård. 2000. május 26-án mutatták be az Egyesült Államokban, Magyarországon december 21-től vetítették a mozikban.
A produkciót negatívan fogadták, Moore alakítását a legrosszabb női főszereplő kategóriában jelölték a 21. Arany Málna-gálán, amit végül Madonna nyert meg.

## Cselekmény
Marty egyedülálló, befolyásos irodalmi ügynök Manhattanben. Marie özvegy, aki békés életet él a franciaországi Provence-ban két lányával. Amikor Marie elalszik, azt álmodja, hogy ő Marty, és amikor Marty elalszik, azt álmodja, hogy ő Marie. Marty terapeutához jár, hogy megbirkózzon élénk álmaival, amelyekben Marie életét látja. Marie is jár terapeutához, de őt sokkal kevésbé zavarja az álomélet.
Mindkét nő meg van győződve arról, hogy a másik csak a képzelete szüleménye. Marty New York-i pszichiátere, Dr. Peters úgy érzi, hogy a nő magányos a rohanó életében, és egyszerű életet szeretne élni gyerekekkel. Marie francia pszichiátere, Dr. Langer pedig úgy gondolja, hogy a nő többet akar az unalmas otthoni életnél, és izgalmasabb életre vágyik.
Egy üzleti ügylet révén Marty megismerkedik Aaronnal, egy könyvelővel, aki a szeretője lesz. Megrémülve attól, hogy álmai miatt kezd megőrülni, nem mondja el rögtön Aaronnak a problémáját. Marie eközben megismerkedik és beleszeret Williambe, egy íróba. Ő is vonakodik elmondani Williamnek az álmait, különösen azért, mert álmaiban beleszeretett Aaronba is.
A két férfi nagyon eltérően reagál: William féltékeny, Aaron pedig szkeptikus, de azt akarja, hogy Marty boldog legyen. Álom és valóság összefolyik, amikor Marie elutazik Williammel Párizsba nyaralni, és Marty egy szállodai hamutartóval ébred az éjjeliszekrényén. Végül Martynak és Marie-nak el kell döntenie, melyik élet a valóság és melyik az illúzió.
Útközben Marty és Marie minden világban találnak nyomokat egymás életéből. A valódi, kézzelfogható dolgokat azonban mindig a New York-i világban találják meg. Marty ráébred, hogy a New York-i élete a valóság, a francia élete pedig egy álom. Marie két lánya ő maga, amikor 7 és 11 éves volt. Marie barátnője, Jessie, Marty édesanyja emléke, aki tizenegy éves korában halt meg. Marty odaadja Aaronnak naplóját, hogy jobban megértse őt.

## Szereplők
| Szerep           | Színész            | Magyar hangja  |
| ---------------- | ------------------ | -------------- |
| Marie / Marty    | Demi Moore         | Détár Enikő    |
| Kim              | Julianne Nicholson | n.a            |
| William Granther | Stellan Skarsgård  | Sörös Sándor   |
| Aaron            | William Fichtner   | Czvetkó Sándor |
| Dr. Peters       | Peter Riegert      | Rosta Sándor   |
| Jessie           | Sinéad Cusack      | Andresz Kati   |
| Dr. Langer       | Joss Ackland       | Makay Sándor   |
| Ed Youngerman    | Gery Bamman        | n.a            |
| Eloise Eonnet    | Jenny              | n.a            |

## Fogadtatás

### Kritikai visszhang
A film negatív kritikákat kapott. A Rotten Tomatoeson 19%-os minősítést ért el 36 értékelés alapján. Emanuel Levy a következőt írta a Varietynél: „Ez a hamis érzelmi dráma még a híg csajfilmeket író Ron Bass mércéjével mérve is jelentéktelen alkotás; kár, hogy a francia rendező, Berliner ezzel az aprósággal debütált angolul...” Roger Ebert úgy vélte, hogy „Demi Moore megteszi, amit tud egy olyan forgatókönyvvel, amely nem tűnik magabiztosnak abban, hogy mit kezdjen vele. Bármelyik nőként meggyőző, de mindkettőként nem, ha érted, mire gondolok.”
A MetaCriticen 28 pontot ért el a 100-ból 27 vélemény alapján. Jay Carr a Boston Globe-tól úgy vélte, hogy a filmből hiányzik a szenvedély. Lou Lumenick „egy sekélyes, mesterkélt romantikus thrillernek” írta le a filmet a Boston Globe-ban. Lisa Schwarzbaum az Entertainment Weeklytől azt írta: „Senkinek sincs semmi fogalma. A kíváncsi elmék nem is akarják tudni.”

### Bevételi adatok
A Box Office Mojo szerint a film 769 ezer dollárt szerzett bevételként, a költségvetésről nincs elérhető információ.

## Díjak és jelölések
- 21. Arany Málna-gála: Legrosszabb női főszereplő – Demi Moore (jelölés)